# 팀북투 (2014년 영화)
《팀북투》(Timbuktu)는 2014년 공개된 영화이며, 말리의 도시 팀북투를 배경으로 한다.

## 출연

### 주연
- 이브라힘 아메드
- 아벨 제프리
- 투우루 키키
- 레일라 왈렛 모하메드

### 조연
- 히쳄 야코우비

## 기타
- 사운드슈퍼바이저: 로망 딤니
- 미술: 세바스티안 버츨러